# シカゴ・アウトフィット
シカゴ・アウトフィット（The Chicago Outfit）とは、アメリカ合衆国イリノイ州シカゴに本拠を置くマフィア組織。別名、The Outfit。かつてはサウスサイド・ギャングと呼ばれており、その歴史は古く1920年代の禁酒法時代以前にまで遡る。ニューヨークのマフィアとの違いは、ニューヨーク・マフィアが5つのファミリーにより分割支配されているのに対し、シカゴ・アウトフィットはシカゴを単独で支配している唯一のマフィア・ファミリーである。イリノイ州を中心にアメリカ中部そしてフロリダ、ラスベガス等にもその影響力は及んでいる。
現在、4人のボスによって共同統治体制がとられていると考えられている。

## 歴史
シカゴでは19世紀の終わりから20世紀の初めまでは複数のストリートギャングがノースサイドとサウスサイドを支配しており、リトル・イタリーはブラック・ハンドと呼ばれる組織が支配していた。
創設者であるジム・コロシモは1895年にイタリアからシカゴに移住して自らの組織を立ち上げ、1909年ごろにはブラック・ハンドの縄張りを乗っ取り、加えて売春の管理にも手を広げていった。その頃には後のボスであるジョニー・トーリオが、1919年ごろにはアル・カポネがニューヨークからやって来た
1920年に禁酒法が施行され、トーリオとカポネは密造酒の製造・販売で莫大な利益が得られることを見越していた。しかしコロシモは組織が売春や賭博でうまくいっていたため部下の提案を断る。そのためトーリオとカポネはコロシモを暗殺することを決意し、1920年5月11日にコロシモは自分の経営するカフェの事務所でフランキー・イェールに暗殺された。
コロシモの跡目を継いだトーリオは他の組織（主にダイオン・オバニオンが支配するノースサイド・ギャング、ギルフォイルギャング、リトル・イタリーを支配するジェンナ兄弟、ウエストサイド・オドンネルズ、ドラガンレイクギャング、ソルティス・マクレーンギャング、シェルドンギャング）とも協調しながら密造酒ビジネスを安定させ莫大な利益が得られるよう洗練かつ進化させた。また、醸造所を確保して質の高いビールを供給できるようにした。また、コロシモが築いた売春ネットワークをシカゴ郊外にまで拡張した（実際の作業はカポネが差配した）。
トーリオがシセロに本拠を移してからはギャング同士の縄張り争いが激化し始めた。まずはウエストサイド・オドンネルズがソルティス・マクレーンギャングとシェルドンギャングの縄張りに侵入を図ったが撃退された。次にノースサイド・ギャングとジェンナ兄弟との間で衝突が始まった（ノースサイド・ギャングの縄張りの真ん中にジェンナ兄弟が基盤とするシシリア人の居住地区があったため、日頃からトラブルが絶えなかった）。
遂にはオバニオンが1924年11月10日にイェールとアルバート・アンセルミ、ジョン・スカリーゼにより暗殺され（イェールではなくマイク・ジェンナという説もある）、シカゴの全てのギャングを巻き込む抗争の幕が切って落とされた。トーリオ率いるサウスサイド・ギャングにはギルフォイルギャング、ジェンナ兄弟、シェルドンギャング、ドラガンレイクギャング、サーカスギャングが付き、ノースサイド・ギャングにはウエストサイド・オドンネルズ、ソルティス・マクレーンギャングが付いた。
トーリオが1925年1月14日にノースサイド・ギャングによって重傷を負わされシカゴを去ると、サウスサイド・ギャングの跡目をカポネが引き継いだ。
1926年にはオドンネルズとカポネがシセロで衝突した。
戦争はその後も数年間続き、ノースサイド・ギャングのボスであるハイミー・ワイスとヴィンセント・ドルッチが死んだ。

## シカゴ・アウトフィット歴代ボス
ボスだった年－名前ー英語名順に記載。
- 1910年‐1920年 ジェームズ・コロシモ　James "Big Jim" Colosimo
- 1920年‐1925年 ジョニー・トーリオ　John "Johnny The Fox" Torrio
- 1925年‐1932年 アル・カポネ　Alphonse "Scarface" Capone
- 1932年‐1943年 フランク・ニッティ　Frank "The Enforcer" Nitti
- 1943年‐1945年 ポール・リッカ　Paul "The Waiter" Ricca
- 1945年‐1956年 アンソニー・アッカルド　Anthony "Joe Batters" Accardo
- 1957年‐1966年 サルヴァトーレ・ジアンカーナ　Salvatore "Momo" Giancana
- 1966年‐1967年 サミュエル・バッタグリア（英語版）　Samuel "Teets" Battaglia
- 1967年‐1969年 ジョン・セローネ　John "Jackie the Lackey" Cerone
- 1969年‐1971年 フェリックス・アルデリシオ　Felix "Milwaukee Phil" Alderisio
- 1971年‐1986年 ジョゼフ・アイウッパ　Joseph "Joey Doves" Aiuppa
- 1986年‐1989年 ジョゼフ・フェリッオーラ　Joseph "Joe Nagall" Ferriola
- 1989年‐1993年 サミュエル・カーリシ　Samuel "Wings" Carlisi
- 1994年‐2003年 ジョン・ディフロンゾ　John "No Nose" DiFronzo
- 2003年‐2007年 ジェームズ・マルセロ　James "Little Jimmy" Marcello
- 2007年‐現在   ジョン・ディフロンゾ、ジョゼフ・ロンバルド、ジョゼフ・アンドリアッチ、ジェームズ・マルセロ。

現在のボスの英語名は下記の通り。彼らは「4人のゴッドファーザー(The Four Fathers)」と呼ばれている。
John "No Nose" DiFronzo (Boss), Joseph "The Clown" Lombardo (Boss), Joseph "The Builder" Andriacchi (Boss), and James "Little Jimmy" Marcello (Front Boss)

## 構成員(現在過去含む）
- ミッキー・コーエン
- ジョン・ロッセーリ
- マレー・ハンフリーズ
- モンタナ・ジョー(ケン・エトウ)